# 凱撒斯多夫會戰
凯撒斯多夫会战（Battle of Kesselsdorf），是奧地利王位繼承戰爭中第二次西里西亞戰爭在1745年12月24日的戰役。以普軍勝利作結。
奧地利經過兩次西里西亞戰爭，四次大戰役全部失敗，但是瑪麗婭·特蕾西婭大公的抵抗決心仍然堅韌不拔，1745年年底，奧地利準備集中主力從波希米亞出發，撇開北面西里西亞的腓特烈大帝，向西北方向，越過薩克森，直接攻擊西方的勃蘭登堡本土。這次，坐鎮首都柏林的「德紹老頭」安哈尔特-德绍亲王利奧波德一世親自出馬，率領留守本土的25,000普魯士軍隊，上溯易北河，迎著奧軍正面東進，在腓特烈領主力趕來增援之前 ，在凱撒斯多夫會戰中大敗31,000奧地利和薩克森聯軍。

## 戰前部署
薩克森與奧地利聯軍沿著易北河河谷的小溪南側佈陣。從西邊到中央是薩克森軍，東邊與易北河合流點為止是奧地利軍。聯軍在向北的懸崖上配置了大砲，因此佔有地利。
安哈尔特-德绍親王利奧波德一世的目標是避開敵人右翼的奧地利軍，專心擊滅薩克森軍。事實上，在戰鬥時，奧地利軍幾乎沒有參與。

## 戰鬥

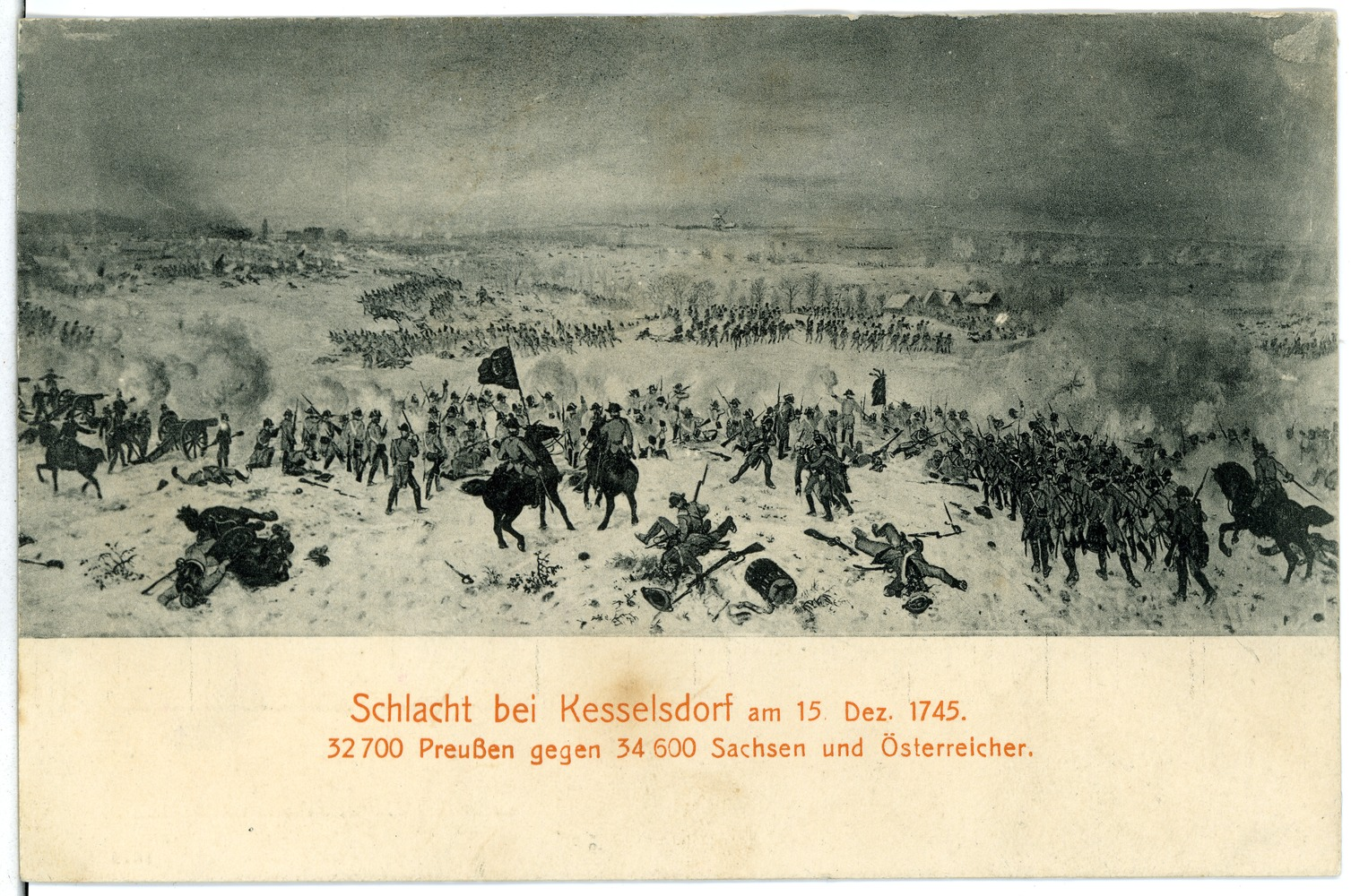
凯撒斯多夫会战

普魯士在人數上稍有優勢：普軍的 35,000 人略微超過敵人的 32,000 人。但是薩克森與奧地利擁有地利。作為一個經驗豐富的將領，德紹預見了奪取凱薩斯多夫之後，敵人的側翼可能會被迫轉向，而且他可以集中兵力對抗聯軍中的薩克森部。
然而薩克森軍已經以24門重砲強化了城鎮的防禦。他們的軍事工程師與木匠更增強了其防禦能力。德紹利奧波德一世為了一次攻擊部署了精銳的步兵與擲彈兵。下午兩點，中央的普魯士軍跨過凍結的小溪與溼地向薩克森軍進攻，卻因來自高處的砲火與槍擊，加上地形的阻礙使得第一次攻擊以可觀的損失後撤退作結。這當中還包括了領導進攻的將軍 General Hertzberg 的陣亡。經過增強的第二次攻擊也失敗了，這次普軍在混亂中逃走。普魯士經受了在總共進攻人數 3,000 人約 1,500 人的傷亡。
薩克森擲彈兵因看見了普魯士軍的逃竄，離開了他們防禦堅強的據點去猛追趕普魯士。這卻讓他們暴露在普魯士龍騎兵的大規模衝鋒之下。薩克森軍左翼被騎兵追擊，利奧波德一世的兒子莫里士王子，也親率一隊步兵突破了薩克森中中央軍。同時普魯士右翼的步兵進攻了佔領凱薩斯多夫的薩克森軍。最終形成對薩克森中央軍從後方包圍的局面。利奧波德一世看見這個好機會，命令全軍突擊。這時先前因為追擊普魯士敗軍而突出的薩克森軍部，因為地形的緣故沒辦法撤退而被殲滅。
利奧波德一世命令普魯士軍攀登被冰雪所覆蓋的懸崖上的薩克森軍陣地。即使普魯士軍一個個在攀登過程中跌落，親自參與進攻的利奧波德一世成功登上了懸崖，殺入了薩克森軍砲兵陣地。這時他的衣服被槍彈擊中，但卻沒有受傷。
薩克森軍在凱薩斯多夫被利奧波德一世佔領後趁著夜幕全面敗退。
普魯士的損失約為 1,600 人戰死、3,000 人負傷。薩克森則約有 4,000 人戰死，7,000人被擄，其中還包括了 48 門加農砲與 7 門固定砲台。在戰鬥期間，奧地利軍隊沒有發射一枚子彈。當時奧地利軍的指揮官查爾斯人已經在薩克森首都德勒斯登，甚至可以聽到戰場傳來的炮聲，卻沒能趕去幫助友軍。

## 戰後
戰爭的結果，薩克森軍喪失了一半的戰力。12月17日，普魯士軍進入德勒斯登，隔天18日腓特烈大帝也隨之入城。薩克森放棄了繼續戰爭的念頭並且希望單獨媾和。
普魯士的這次勝利，徹底打消了奧地利和薩克森與普魯士為敵的信心，為免損失加劇，奧地利、薩克森在衡量得失後只得在該年聖誕日與普魯士簽訂《德雷斯頓和約》。奧地利以西里西亞全境割予普魯士為代價，換取普魯士承認瑪利亞‧特蕾西亞為奧地利大公，及其夫婿弗蘭茨·史蒂芬為「神聖羅馬帝國」皇帝，退出奧地利王位繼承戰，第二次西里西亞戰爭宣告結束。

## 參看
- 奧地利王位繼承戰爭